# 符昭寿
符昭寿（10世纪—1000年），北宋陈州宛丘（今河南省周口市淮阳区）人，符彦卿的第四子，符昭愿的弟弟。

## 生平
符昭寿以荫官，补供奉官。宋太祖开宝七年（974年）授西京作坊六宅副使。宋太宗时担任光州刺史，历知洪州、定州。宋真宗咸平初年，转任凤州团练使、益州钤辖。终日游宴，不理军务。常派部曲巧取豪夺，欺凌百姓，又纵容下属凌辱军校。咸平三年（1000年），被神卫部卒赵延顺等人所杀，由此引发王均起事。

## 子
符承务， 长子
符承禄， 次子， 宋大中祥符二年进士
符承宗， 宋上舍，撰写《符彦卿家谱》一卷，欧阳修序，载入《宋史》
符承谔， 官至内殿承制
符承谅， 官至内殿承制